# 默杰冈
默杰冈（Majgaon）是印度阿萨姆邦索尼特普縣的一个城镇。总人口6820（2001年）。

## 人口
该地2001年总人口6820人，其中男性3558人，女性3262人；0—6岁人口590人，其中男293人，女297人；识字率83.20%，其中男性为83.47%，女性为82.89%。